# Шафал
Шафал (фр. Chaffal) насеље је и општина у источној Француској у региону Рона-Алпи, у департману Дром која припада префектури Валанс.
По подацима из 2011. године у општини је живело 49 становника, а густина насељености је износила 4,23 становника/km². Општина се простире на површини од 11,58 km². Налази се на средњој надморској висини од 938 метара (максималној 1.360 m, а минималној 674 m).

## Демографија
| 1962. | 1968. | 1975. | 1982. | 1990. | 1999. | 2011. |
| ----- | ----- | ----- | ----- | ----- | ----- | ----- |
| 39    | 52    | 44    | 42    | 43    | 38    | 49    |

График промене броја становника у току последњих година